# Langona
Langona là một chi nhện trong họ Salticidae.